# آنجوین
آنجوین (به فرانسوی: Anjouin) یک کمون در فرانسه است که در اندر واقع شده‌است. آنجوین ۲۸٫۹۱ کیلومتر مربع مساحت و ۳۳۶ نفر جمعیت دارد و ۱۱۴ متر بالاتر از سطح دریا واقع شده‌است.